# Ващенко, Владимир Александрович
Владими́р Алекса́ндрович Ва́щенко (бел. Уладзімір Аляксандравіч Вашчанка; род. 3 августа 1958 года п. Троицко-Печорск, Коми АССР, РСФСР, СССР) — белорусский государственный деятель. Министр по чрезвычайным ситуациям Республики Беларусь (2010—2021). Генерал-лейтенант внутренней службы (7 мая 2015).

## Биография
Трудовую деятельность начал в 1976 году сборщиком Могилевского тароремонтного предприятия треста «Белтара».
С 1976 по 1978 годы проходил службу в рядах Вооруженных Сил СССР.
С 1978 по 1980 годы работал заточником могилевского завода «Строммашина».
В 1983 году окончил Могилёвский машиностроительный институт. Инженер-механик.
В 1980 году поступил на службу в пожарную охрану и до 1981 года работал младшим инспектором государственного пожарного надзора самостоятельной военизированной пожарной части № 2 по охране Ленинского района г.Могилева. С 1981 по 1983 годы работал начальником караула самостоятельной военизированной пожарной части № 2 по охране Ленинского района г. Могилева. С 1983 по 1986 годы работал заместителем начальника самостоятельной военизированной пожарной части № 2 по охране Ленинского района г. Могилева. С 1986 по 1994 годы был начальником самостоятельной военизированной пожарной части № 2 по охране Ленинского района г. Могилева.
С 1994 по 1996 годы работал заместителем начальника УВПС УВД Могилевского облисполкома по службе, подготовке и пожаротушению. С 1996 по 2000 годы был начальником военизированной пожарной части № 2 Ленинского района г. Могилева. С апреля по октябрь 2000 работал начальником пожарной аварийно-спасательной части № 2 Ленинского района г. Могилева Могилевского областного управления МЧС Республики Беларусь. С октября 2000 года работал начальником Могилевского областного управления МЧС Республики Беларусь.
В 2002 году окончил Командно-инженерный институт МЧС Республики Беларусь по специальности «Пожарная техника и безопасность».
Избирался депутатом Могилевского областного Совета депутатов.
29 декабря 2010 года назначен Министром по чрезвычайным ситуациям Республики Беларусь.
27 января 2021 года уволен в запас по возрасту. 17 июня 2021 года избран главой Белорусской федерации волейбола.

## Семья
Имеет сына Дмитрия и дочь Ирину. Оба они окончили факультет экономики и права Могилевского государственного университета имени А. А. Кулешова.
После окончания учёбы Ирина около года работала в могилевском Проматомнадзоре и Могилевоблимуществе. Последние 13 лет она работает в Госпромнадзоре. В настоящее время она занимает должность начальника отдела международного сотрудничества, растит сына.

## Награды
- почетная грамота Национального собрания Республики Беларусь (2003)[4],
- почетная грамота Совета Министров Республики Беларусь (2018)[5].
- Юбилейная медаль «МПА СНГ. 25 лет» (13 октября 2017 года) — за заслуги в деле развития и укрепления парламентаризма, за вклад в развитие и совершенствование правовых основ функционирования Содружества Независимых Государств, укрепление международных связей и межпарламентского сотрудничества[6].
- Почётная грамота Совета МПА СНГ (27 марта 2017 года, Межпарламентская ассамблея СНГ) — за активное участие в деятельности Межпарламентской Ассамблеи и её органов, вклад в укрепление дружбы между народами государств — участников Содружества Независимых Государств[7].